# 金属アセチリド
金属アセチリド（きんぞくアセチリド、英: metal acetylide）とは、アセチレンの水素の一方、あるいは双方を金属で置換した炭化物の一種の総称である。単にアセチリドとも称する。
- (例) アセチレンをアンモニア性硝酸銀水溶液Ag(NH3)2OHに通すと、銀アセチリド(アセチレン銀)を生じる。

{\displaystyle {\ce {HC\equiv CH\ +2Ag^{+}->AgC\equiv CAg\ +2H^{+}}}}
- (例) アセチレンにn-ブチルリチウムを作用させるとリチウムアセチリドを与える。

{\displaystyle {\ce {HC\equiv CH\ +{\mathit {n}}-C4H9Li->HC\equiv CLi\ +{\mathit {n}}-C4H10\uparrow }}}
炭化カルシウム CaC2 をはじめ、炭化ナトリウム Na2C2 または NaC2H、炭化アルミニウム Al2C6、炭化銅(I) CuC≡CCu、炭化銀(I) AgC≡CAg または RC≡CAg などが代表的な金属アセチリドである。
M2C2 型アセチリドはアルカリ金属、銅(I)、銀(I)、金(I)など、MC2 型アセチリドはアルカリ土類金属、亜鉛、希土類元素、ウラン、トリウムなど、MHC2 ないしは MRC2 型アセチリドはアルカリ金属、銅(I)、銀(I)、金(I)などで見られる。
アルカリ金属あるいはマグネシウムのアセチリドは加熱した金属にアセチレンを導入することによって生成する。アルカリ金属のアセチリドは金属の液体アンモニア溶液にアセチレンを吹き込むことでも生成する。アルカリ金属以外の場合は金属酸化物を過剰の炭素と加熱しても生成する。
炭化カルシウム CaC2 は水と反応するとアセチレンを生成するが、二炭化ウランや炭化トリウムは水と反応してアセチレン、メタン、エチレン、水素を同時に発生する。
銅(I)、銀(I)、金(I)のアセチリドは爆発性を持つ。